# 46720 Pierostroppa
46720 Pierostroppa è un asteroide della fascia principale. Scoperto nel 1997 dagli astronomi Luciano Tesi e Andrea Boattini all'Osservatorio di S. Marcello Pistoiese (PT, Italy), presenta un'orbita caratterizzata da un semiasse maggiore pari a 2,9935561 UA e da un'eccentricità di 0,2816741, inclinata di 3,66341° rispetto all'eclittica.
Nel 2004 l'Unione Astronomica Internazionale ha dedicato l'asteroide al divulgatore scientifico italiano Piero Stroppa.